# Tři novely
Tři novely, hráno též jako Tři životy, (v gruzínském originále სამი ნოველა) je soubor tří jednoaktových oper gruzínského skladatele Otara Vasiljeviče Taktakišviliho: Dva rozsudky / Dva bratři, Voják / Osud vojáka a Prapor vzhůru / Čikori. K prvním dvěma aktovkám napsal libreto skladatel sám podle dvou povídek spisovatele Micheila Džavachišviliho (1880–1937), ke třetí aktovce ve třech obrazech a epilogu napsal skladatel libreto spolu se Sergejem Ceninem za použití veršů básníka Galaktiona Tabidzeho. První z oper byla vysílána jako televizní opera pod názvem Odměna již roku 1963, společně pak byly provedeny poprvé (jako Tři novely) 19. listopadu 1967 ve Státním akademickém divadle opery a baletu v Tbilisi, v revidované verzi (jako Tři životy) pak 9. září 1972 v Moskevském akademickém hudebním divadle K. S. Stanislavského a V. I. Němiroviče-Dančenka.
Společným námětem všech tří oper je tragický osud prostých lidí v předrevoluční Gruzii. Ve všech operách cituje Taktakišvili tbiliský městský folklór, využívá taneční a pochodové rytmy, v poslední rozšiřuje paletu citátů, parafrází a parodie také na vesnický folklór na jedné straně a mezinárodní (revoluční) písně na straně druhé. Výsledkem je „hudební narativ až plakátové přímosti“ (E. Machavariani). Podle Groveova slovníku znamenal tento operní cyklus obrat ve vývoji gruzínského hudebního divadla.
Pod názvem Tri životy tuto operu uvedlo Slovenské národní divadlo v Bratislavě. Premiéra se konala 23. listopadu 1974 a zpívali mj. Róbert Szücs jako Mate, Štefan Hudec jako Georgij Simonišvili, Juraj Hrubant jako básník-revolucionář, Juraj Martvoň jako učitel a Peter Dvorský jako Čikori. Režisér Miroslav Fischer natočil roku 1975 pro Československou televizi Bratislava televizní adaptaci této opery.

## Dva rozsudky / Dva bratři

### Osoby
- Matka – mezzosoprán
- Otec – tenor
- Bačila, jejich syn – tenor
- Mate, jejich syn – baryton
- Mašo – soprán
- Soudce – bas
- Strážný – bas
- Stará žena – alt
- Tři tuláci – tenor, baryton, bas
- Lid – smíšený sbor

### Děj
(Tbiliské předměstí roku 1903) Dva bratři, Bačila a Mate, se oba zamilují do stejné dívky, krásné Mašo. Dojde mezi nimi k potyčce a Mate Bačilu smrtelně zraní. Stane před soudem, ale soudce uzná, že šlo o nešťastnou náhodu, a osvobodí ho. Pravým rozsudkem pro Mateho je však žal rodičů, zejména matky. Mate se rozhodne vykonat na sobě sám trest za bratrovraždu a zabíjí se.

## Voják / Osud vojáka

### Osoby
- Georgi Simonišvili, voják – baryton
- Matka mladého dělníka – soprán
- Důstojník – tenor
- Poddůstojník – baryton
- Dělníci, rolníci, vojáci – smíšený sbor

### Děj
(Tbilisi roku 1905) Voják Georgi Simonišvili čeká ve vězení na svou popravu, do níž zbývá už jen pár minut. Vzpomíná na to, co jej na popraviště přivedlo. Ve střetu se stávkujícími dělníky zastřelil jednoho muže. Byl za svůj čin vyznamenán, ale svědomí mu nedalo klidu. Vyhledá matku zastřeleného dělníka a pokusil se od ní získat odpuštění, ale ta jeho prosby nevyslyší a proklíná ho. Zoufalý Georgi opustí službu, ale je na útěku zadržen a odsouzen k smrti pro zběhnutí. Tok Georgiho vzpomínek přeruší příchod popravčí čety.

## Prapor vzhůru / Čikori

### Osoby
- Básník-revolucionář – basbaryton
- Učitel (básník-symbolista) – baryton
- Čikori – tenor
- Ciala – soprán
- Továrník – tenor
- Matka – alt
- Lid – smíšený sbor

### Děj
(Tbilisi roku 1921) Učitel, který je současně spisovatelem symbolistických básní, narazí na svého bývalého žáka. Ten se stal po studiích revolucionářem a proletářským básníkem, byl odsouzen k deportaci na Sibiř, ale utekl odtamtud a vrátil se tajně do Tbilisi. Oba umělci se dají do sporu o poezii a její úlohu v současné společnosti.
Náhodou se stanou svědky toho, jak v malé továrně utrhne stroj jednomu dělníkovi ruku. Poeta-revolucionář hned vyzývá dělníky ke stávce, nejvíce odezvy však nenajde u nich, ale u bezdomovce Čikoriho. Když se objeví na místě továrník, dává všechny buřiče odvést do vězení, pro jistotu včetně učitele. Oba básníci si ve vězení navzájem čtou své básně a docházejí k určitému smíření. Pobouřený lid mezitím vezme strážnici útokem a vězně osvobodí.
Lidové vzbouření se šíří městem, tvoří se barikády. Na jedné z nich rozvášněný Čikori zdvihne rudou vlajku a je vojáky z druhé strany zastřelen. Nad jeho tělem recituje symbolistický básník žalozpěv a obžalobu. Vzbouření přerůstá v revoluci.

## Nahrávka
- 1969 (LP Melodija D 025643-6) Zpívají: (Dva rozsudky) Bačila – V. Machov, Mašo – L. Kazanskaja, Mate – Ju. Jakušev; (Voják) Georgi –S. Jakovenko, Matka – N. Postavničeva, Parporčík – V. Machov, Plukovník – A. Tichonov; (Prapor vzhůru) Proletářský básník – A. Stěpin, Básník-symbolista – V. Selivanov, Čikori – Ju. Jelnikov. Velký sbor a velký orchestr Všesvazového rozhlasu řídí O. Taktakišvili (v ruštině, překlad: Dva rozsudky – I. Arakišvili, Voják, Prapor vzhůru – E. Alexandrova).[6]